# Прачанда
Пушпа Камал Дагал (неп. प्रचण्ड; нар. 11 грудня 1954) — політичний і державний діяч Непалу, прем'єр-міністр Непалу з 26 грудня 2022 року, до цього обіймав посаду в 2016—2017 та 2008—2009 рр.

## Життєпис
Народився 11 грудня 1954 у м. Покхара в Непалі. Належав до касти брахманів. Захопився комуністичними ідеями, став членом Компартії Непалу.
1986—1991 очолював Компартію Непалу (Машал), а з 1994 маоїстську Комуністичну партію. Очолював збройні сили комуністів у громадянській війні 1996—2006. Відомий як «товариш Прачанда».
Після повалення монархії у Непалі 18 серпня 2008 став прем'єр-міністром Непалу (до 25 травня 2009). Удруге був обраний прем'єром 3 серпня 2016. За його кандидатуру віддали голоси 363 депутати парламенту Непалу з 573. Загалом парламент налічує 595 обранців. Його кандидатуру підтримали партія Національний конгрес, яка має найбільшу фракцію, його компартія та ще декілька дрібних партій. Був прем'єром до 7 червня 2017.
26 грудня 2022 втретє обійняв посаду прем'єр-міністра після того, як залишив свою попередню коаліцію та заручився підтримкою опозиційної Комуністичної об'єднаної марксистсько-ленінської партії та п'яти інших менших груп.